# Muntanyes Bowers
Les Muntanyes de Bowers són una junció de muntanyes de direcció Nord-Sud situades a l'Antàrtida d'aproximadament 170 km de llargària i 65 km d'amplada. Es troben limitades al nord pel mar i les glaceres Rennick, Canham, Black i Lillie pels altres quadrants. Els pics més alts ronden els 2.600 metres.

## Exploració
L'extrem marítim va ser albirat per primera vegada el febrer de 1911 des de la Terra Nova, sota el comandament del tinent Harry LL Pennell, Royal Navy, i posteriorment va ser anomenat "Bowers Hills" en honor a Henry Robertson Bowers que va morir amb el capità Robert Falcon Scott al seu retorn de la Pol Sud el 1912. Es van fotografiar des d'uns avions de la Marina dels Estats Units el 1946-47 i el 1960-62, i les va estudiar i cartografiar el Servei Geològic dels Estats Units (USGS) el 1962-63. El nom es va modificar a les muntanyes de Bowers després del mapeig de l'USGS, que va mostrar que el grup era un dels principals, amb cims elevats.

## Ubicació
Les muntanyes Bowers s'estenen al nord fins a l'oceà Pacífic. La badia de Rennik es troba a l'extrem nord de les muntanyes. La Serralada dels Exploradors discorre pel costat nord-oest de la serra al costat de la glacera Rennick. Més al sud, la serralada Lanterman discorre pel costat de la glacera Rennick i el seu afluent, la glacera Canham, que defineix el límit sud-oest de la serra. La serralada Alamein i la serralada Salamander es troben més al sud. Els Crown Hills formen l'extrem sud de la serra, entre la glacera Canham i la glacera Negra a l'est, que flueix cap al nord per unir-se a la glacera Lillie a l'est del massís del mont Sterling. El massís Molar es troba entre la serralada Lanterman i el massís del mont Sterling. Més al nord, la serralada Posey forma la vora oriental de les muntanyes Bowers, amb la glacera Lillie a l'est.

## Principals glaceres
- La Glacera Rennick (70° 30′ S, 160° 45′ E / 70.500°S,160.750°E), té 370 km de llarg, el que la converteix en una de les més llargues de l'Antàrtida. S'aixeca a l'altiplà polar a l'oest de Range i té una amplada d'entre 37 i 56 km, i s'estreny fins a 19 km prop de la costa.[4]
- La Glacera Canham (71° 49′ S, 163° 00′ E / 71.817°S,163.000°E), és una glacera d'uns 56 km de llarg que drena la part nord-oest d'Evans Névé. La glacera drena al nord-oest entre la serralada Alamein i la serralada Salamander i entra a la glacera Rennick cap a l'oest de Bowers Peak.[5]
- La Glacera negra (71° 40′ S, 164° 42′ E / 71.667°S,164.700°E), és un ampli afluent de la glacera Lillie que flueix al nord-est, marcant l'extensió sud-est de les muntanyes Bowers.[6]
- La Glacera Lille (70° 45′ S, 163° 55′ E / 70.750°S,163.917°E), és una gran glacera de l'Antàrtida, d'uns 190 km de llarg i 19 km d'ample. Ees troba entre les muntanyes Bowers a l'oest i les muntanyes Concord i les muntanyes Anare a l'est. Desemboca a la badia Ob a la costa, on forma la llengua de la glacera Lille.[7]